# Juliénas (AOC)
Pour l’article homonyme, voir Juliénas.
Le juliénas est un vin rouge français d'appellation d'origine contrôlée produit à cheval entre les départements du Rhône et de Saône-et-Loire.
L'appellation couvre les alentours de Juliénas, dans le vignoble du Beaujolais. Elle est l'un des dix crus de ce vignoble, qui sont du nord au sud : le saint-amour, le juliénas, le chénas, le moulin-à-vent, le fleurie, le chiroubles, le morgon, le régnié, le brouilly et le côte-de-brouilly.

## Histoire
Le juliénas est reconnue par l'Institut national de l'origine et de la qualité (INAO) comme appellation d'origine contrôlée (AOC) depuis le décret du 11 mars 1938. Le cahier des charges a été modifié en octobre 2009, en décembre 2011, en février 2021 et en février 2024.

## Géographie

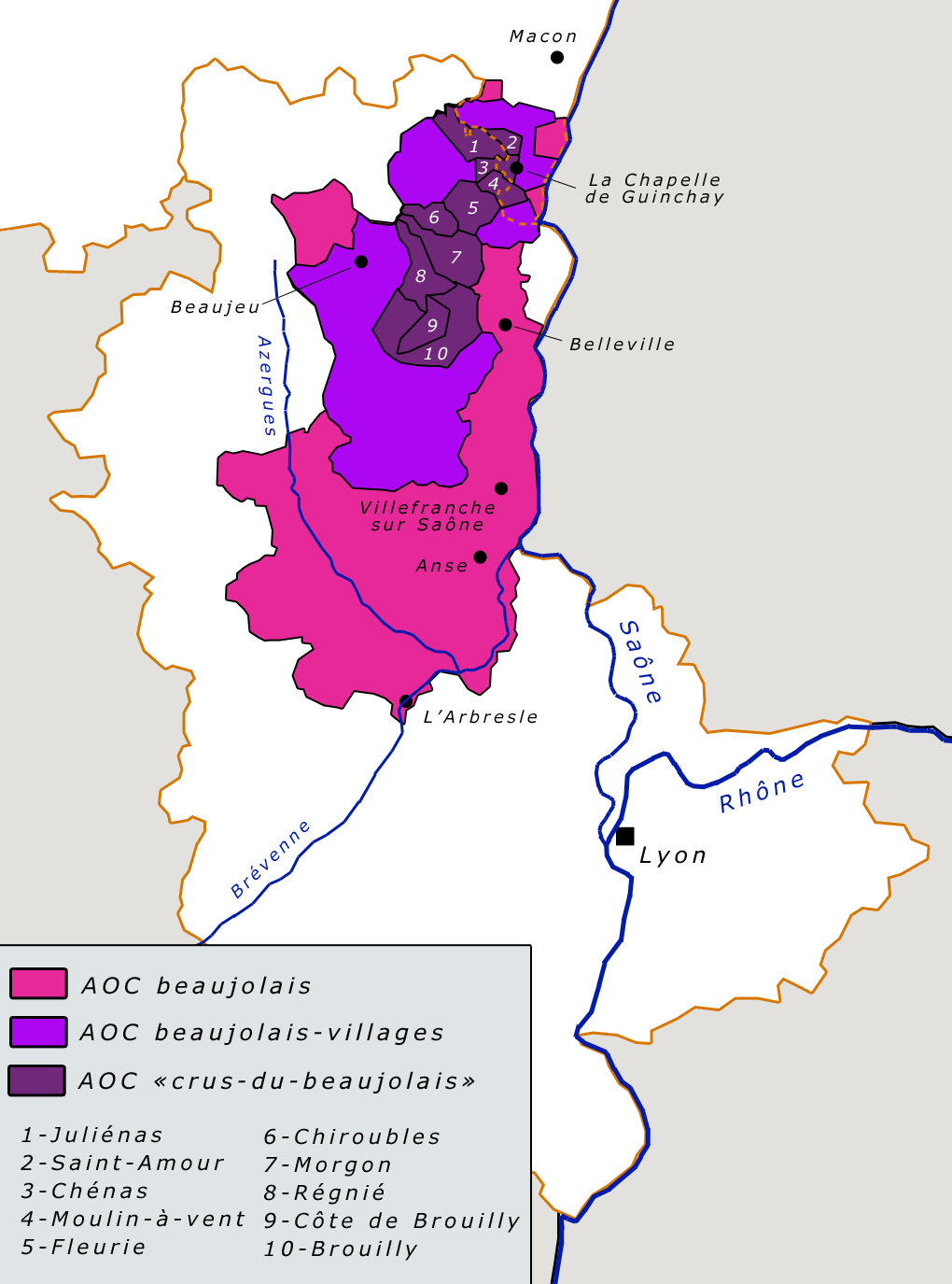
Vignoble du Beaujolais.

Une grande partie de l'appellation est située dans le Rhône et une toute petite en Saône-et-Loire. Les communes concernées par l'AOC juliénas sont Juliénas, Émeringes et Jullié dans le Rhône et Pruzilly en Saône-et-Loire.
Le juliénas est un des plus septentrionaux des crus du Beaujolais, avec le saint-amour un peu plus à l'est. Il est situé sur la rive nord de la vallée de la Mauvaise, petit affluent de la Saône.

### Géologie et pédologie
Le vignoble est établi en coteaux peu pentus en bas et de plus en plus pentus quand on s'approche des crêtes. L'altitude du vignoble de Juliénas varie de 250 m à 470 m. 

#### Sous-sol
Le sous-sol est constitué principalement de formations granitiques (granite rose appelé aussi « granite de Fleurie », désagrégée en surface par l'érosion donne la « roche pourrie », nom local d'une arène granitique avec par endroits en haut de coteaux là où les pentes sont fortes des affleurements de schistes de couleur verdâtre d'origine volcaniques et sédimentaires riches en minéraux ferro-magnésiens. Ce sol est bien drainant et pauvre, une qualité viticole intéressante.

#### Sols
Trois types de sols :
- sur l'ensemble de la zone géographique de l'appellation et principalement dans sa partie centrale les sols qui portent les vignobles sont composés d'arènes granitiques, sables siliceux grossiers issus de l'altération de la roche-mère constituée de granite rose. Ces sols sont acides et maigres ;
- en bas de pente, à l’est du village de Juliénas, la vigne est installée sur des formations alluvionnaires du secondaire. Les sols sont plus argileux ;
- vers Pruzilly, sur le haut des coteaux là où affleurent les schistes, des composants plus fins et argileux issus de l'altération de ces derniers se mêlent aux sables siliceux, les sols sont argillo-siliceux et peu épais.

### Climatologie
Le vignoble bénéficie du même climat que l'ensemble du Beaujolais (voir la climatologie du vignoble du Beaujolais). Le vignoble établi dans un grand amphithéâtre, expose ses vignes vers le sud-est, mais diverses exposition liées au vallonnement créent une variété de microclimats en partie responsable de la variété des vins que l'on trouve sur l'appellation.
La station météo de Charnay-lès-Mâcon, près de Mâcon (à 216 mètres d'altitude) est la plus proche de l'aire d'appellation, mais cette station est plus au nord et en bordure de Saône. Ses valeurs climatiques de 1961 à 1990 sont : 
| Mois                              | jan. | fév. | mars  | avril | mai   | juin  | jui.  | août  | sep.  | oct.  | nov. | déc. | année   |
| --------------------------------- | ---- | ---- | ----- | ----- | ----- | ----- | ----- | ----- | ----- | ----- | ---- | ---- | ------- |
| Température minimale moyenne (°C) | −0,6 | 0,7  | 2,5   | 5,2   | 8,9   | 12,3  | 12,4  | 13,9  | 11,1  | 7,5   | 2,9  | 0,1  | 6,6     |
| Température moyenne (°C)          | 2,1  | 4    | 6,8   | 10    | 13,9  | 17,5  | 20,1  | 19,4  | 16,4  | 11,7  | 6    | 2,7  | 10,9    |
| Température maximale moyenne (°C) | 4,9  | 7,3  | 11,1  | 14,8  | 18,9  | 22,8  | 25,7  | 24,9  | 21,7  | 15,9  | 9,1  | 5,3  | 15,2    |
| Ensoleillement (h)                | 56,1 | 87,8 | 146,5 | 185,9 | 211,6 | 249,3 | 288,9 | 250,2 | 202,8 | 124,5 | 68,6 | 52,5 | 1 924,7 |
| Précipitations (mm)               | 66,3 | 60,9 | 58,7  | 69,4  | 85,9  | 74,7  | 58,1  | 77,1  | 75,7  | 71,7  | 72,7 | 70,4 | 841,4   |

## Vignoble
Selon les Douanes, la superficie revendiquée en 2023 sous l'appellation est de 537 hectares. En 2010, elle était de 585 ha.

### Encépagement

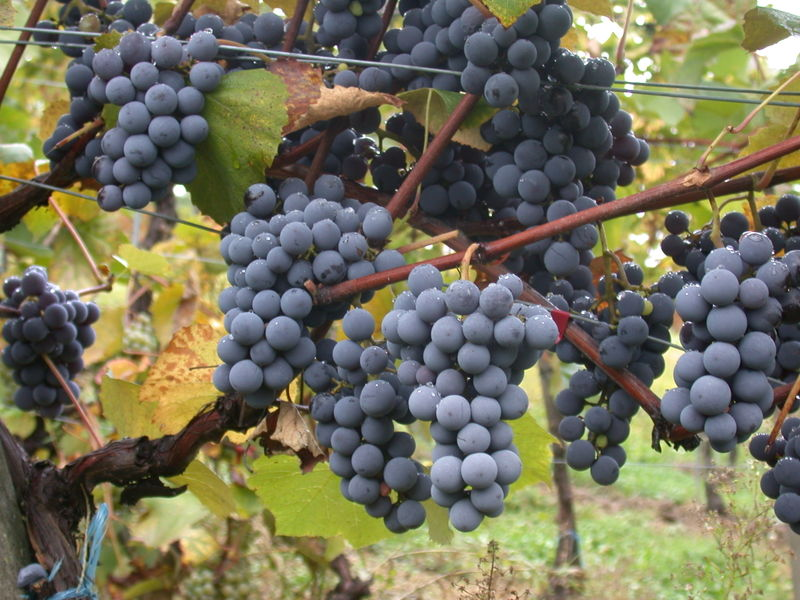
Grappes de gamay N.

Le cépage essentiel est le gamay noir à jus blanc ; trois autres sont autorisés comme cépages accessoires, limités à 15 % au sein de chaque parcelle : l'aligoté B, le chardonnay B et le melon B.
Le gamay trouve à Juliénas des terrains qui limitent sa productivité. Il donne des petites grappes, gage de concentration du moût, donc du vin.
C'est un cépage peu vigoureux, faible mais fertile et dont la production doit être maîtrisée car il a tendance à s'épuiser. Les meilleurs vins de gamay sont obtenus, à l’opposé du pinot noir, sur des sols acides et granitiques. Son débourrement précoce le rend également sensible aux gelées de printemps. Il se montre parfois sensible au millerandage lorsque les conditions climatiques sont défavorables au moment de la floraison. Le gamay présente l’avantage de produire une petite récolte sur les contre-bourgeons. Le vin de gamay possède une couleur rouge nuancée de violet, il est pauvre en tanins et dévoile une bonne acidité. Il possède généralement un caractère fruité (fruits rouges, fruits noirs) mais exprime peu de complexité au niveau aromatique.
D'autres cépages accessoires peuvent faire partie de l'encépagement : l'aligoté B, le chardonnay B et le melon B.

### Culture de la vigne

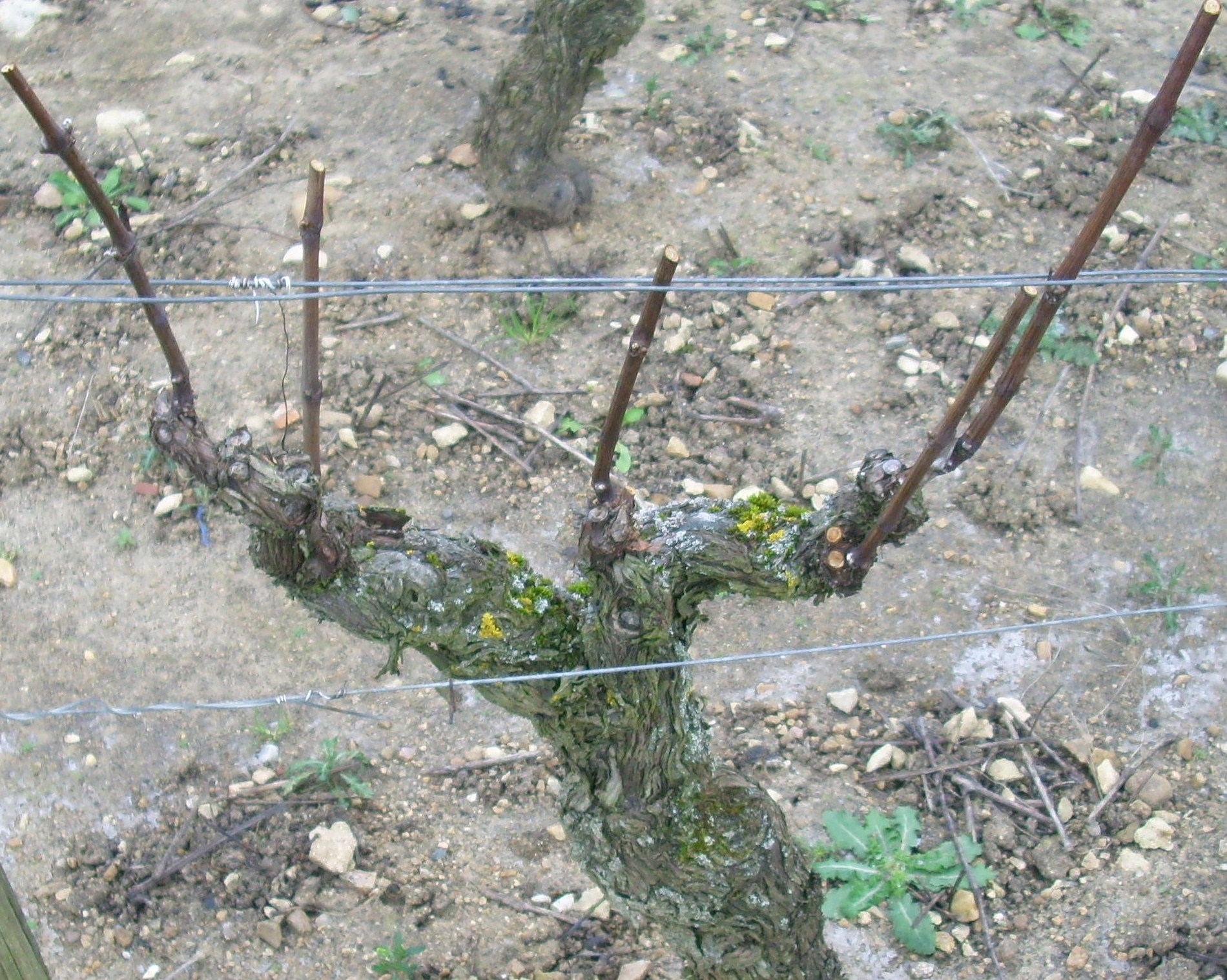
Pied de vigne taillé en gobelet.

La conduite ancienne traditionnelle était en gobelet à densité élevée (entre 9 000 et 11 000 pieds par hectare).
Aujourd'hui, le besoin de mécaniser le vignoble conduit les viticulteurs à planter à densité plus faible, mais supérieure à 6 000 pieds par hectare.
L'écartement entre rangs ne peut excéder 2,3 m et entre ceps sur le rang, il doit être au minimum de 0,80 m. Pour les vignes non palissées en gobelet, l'écartement maximum entre rangs ne doit pas excéder 1,5 m. Des allées peuvent être aménagée en arrachant un rang de vigne. L'allée ne doit pas excéder 3 m et doit bénéficier d'un couvert végétal spontané ou semé. Les tournières doivent bénéficier d'un couvert végétal permanent.
La hauteur de feuillage entre la limite inférieure du feuillage et la hauteur de rognage doit dépasser 0,6 fois l'écartement entre rangs et un palissage est obligatoire si l'écartement entre rangs dépasse 1,5 m.
La taille courte est obligatoire. Traditionnellement en gobelet, la taille en cordon ou la taille « charmet » (taille inventée par M. Charmet en sud-Beaujolais, intermédiaire entre la taille en cordon et celle en éventail) sont aujourd'hui pratiquées. La taille est limitée à huit yeux porteurs de grappe après épamprage et un bras à deux yeux peut être ajouté en vue de rajeunir la souche.

### Rendements
Le rendement est limité à un maximum de 56 hectolitres par hectare et le rendement butoir à 61 hectolitres par hectare. Le rendement réel est très en-dessous du maximum autorisé par le cahier des charges, par exemple le rendement moyen pour l'ensemble de l'appellation lors des vendanges 2010 est de 37,3 hectolitres par hectare.
Les données des années récentes sont les suivantes :
| Année | Superficie (ha) | Production (hl) | Rendement (hl/ha) |
| ----- | --------------- | --------------- | ----------------- |
| 2019  | 569             | 26 677          | 47                |
| 2020  | 565             | 29 554          | 52                |
| 2021  | 556             | 21 693          | 39                |
| 2022  | 550             | 21 032          | 38                |
| 2023  | 538             | 25 557          | 48                |
| 2024  | 520             | 19 305          | 37                |

### Vendanges
La récolte manuelle est obligatoire et le transport de la vendange à l'aide de bac disposé sur une remorque afin de préserver l'intégrité des grappes de raisin. Une parcelle qui n'est pas vendangée en totalité ne peut pas revendiquer l'AOC.
La charge maximale à la parcelle est de 8 000 kg/ha. 
La richesse naturelle en sucre du raisin doit être au moins de 180 g/l de moût.
Les vendanges sont faites à la main, les grappes de raisin devant arriver intactes dans les cuves.
Le premier jour des vendanges (appelé « levée du ban des vendanges ») varie selon la maturité des baies, qui dépend lui-même de l'ensoleillement reçu : les années relativement chaudes les raisins sont vendangés tôt, les années relativement froides les vendanges sont plus tardives.

## Vins

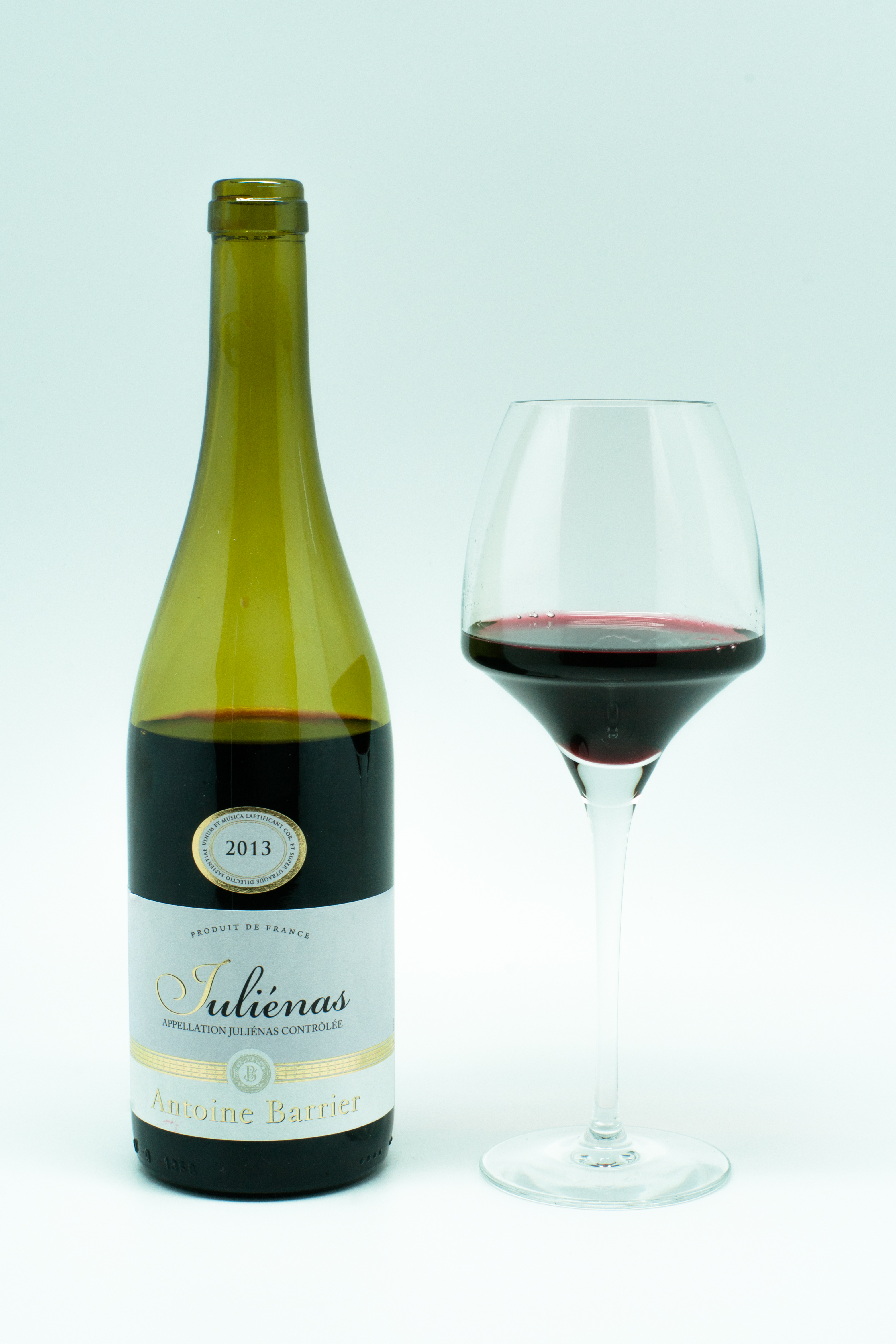
Bouteille et verre de juliénas.

La production déclarée en 2023 a été d'un total de 25 556 hectolitres (un hectolitre = 100 litres = 133 bouteilles de 75 cl). Elle était de 21 865 hl.

### La vinification
Le mode de vinification du beaujolais explique beaucoup le type de vins très particulier qui y est produit. On l'appelle la macération carbonique : le raisin est encuvé entier et la cuve est fermée pendant quatre à sept jours. La saturation de la cuve en CO2 empêche les raisins de s'oxyder, les obligeant à un mode de fonctionnement anaérobie. Cet oxyde de carbone est obtenu en faisant d'abord fermenter une partie de la récolte (10 à 30 %) en fond de cuve, foulée et levurée, auquel on rajoute le reste de la récolte dont les grappes doivent être le plus intact possible (non éraflées et non foulées, les baies ne doivent pas être écrasées). Cette évolution à l'intérieur du grain de raisin s'apparente à un début de fermentation : elle produit un peu d'alcool et des précurseurs d'arômes. Ensuite, le raisin est foulé et une fermentation traditionnelle se poursuit.
Pour les dix crus du Beaujolais, surtout pour ceux destinés à être gardé quelques années de plus en bouteille, la vinification est semi-carbonique, à mi-chemin de la macération carbonique et de la vinification bourguignonne. Le raisin est récolté manuellement, encuvé entier sans éraflage. La fermentation débute comme pour une macération carbonique, mais au moment où le marc destiné au primeur est décuvé et pressé, les cuves destinées au vin de garde sont pigées et la macération se poursuit jusqu'à épuisement presque complet des sucres. Le vin est ensuite écoulé, le marc pressé et la fermentation malolactique peut s'enclencher tant que la température n'est pas trop descendue.
Ces procédés favorisent la production de vins peu tanniques, une coloration pas trop soutenue et des arômes fruités.
Le degré des vins fini doit être d'au moins 10,5 % de volume et l'enrichissement, lorsqu'il est autorisé, ne permet pas de dépasser 13 % de volume (ce qui signifie qu'il n'y a pas de limite en degré naturel, bien que le viticulteur doit alors prouver l'absence de chaptalisation.

### Dégustation
La robe du juliénas est d'un rubis intense et profond. Son bouquet est floral et fruité et offre au nez toute une gamme de plaisirs subtils comme des arômes de fraise, de cerise et de violette, des senteurs de cannelle, de groseille et de pivoine et, certaines années, de pêche et de cassis. Le juliénas est nerveux et charpenté, élégant et séduisant avec une très belle capacité de garde. C'est un vin robuste et harmonieux à la fois. Son nom ferait référence à Jules César.

## Économie

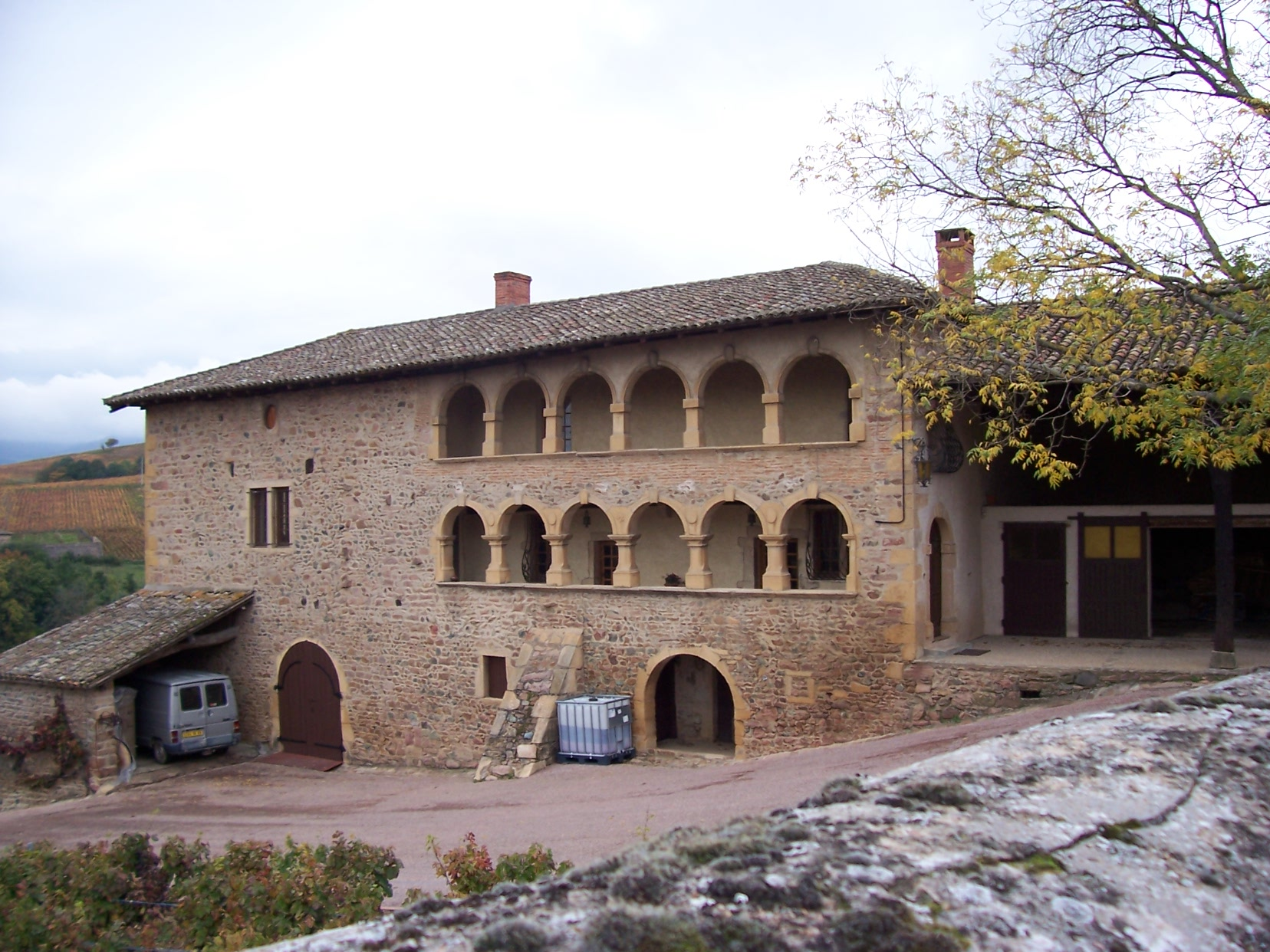
La maison de la Dîme, à Juliénas.

En 2008, l'AOC couvrait 600 ha et a produit 30 000 hl. En 2018, 29 191 hl (soient environ 3,8 millions de bouteilles) ont été produits sur 572 ha par 173 vignerons.

### Commercialisation
Les vins bénéficiant de l'appellation peuvent être repliés sur les appellations régionales beaujolaises (beaujolais et beaujolais-villages), mais aussi bourguignonnes, c'est-à-dire qu'ils peuvent être commercialisés sous les appellations bourgogne, bourgogne grand ordinaire, bourgogne ordinaire, bourgogne passe-tout-grains, bourgogne aligoté et crémant de Bourgogne (dont l'aire de production s'étend sur le Beaujolais, selon les deux décrets du 16 octobre 2009).

### Liste de producteurs
Il existe trente-neuf domaines produisant du juliénas, dont:
- Cave des producteurs Juliénas Chaintré ;
- Château de Juliénas ;
- Château des Poupets ;
- Domaine David-Beaupère ;
- Domaine de Boischampt ;
- Domaine de Gry-sablon ;
- Domaine des Chers ;
- Domaine des Mouilles (Laurent Perrachon) ;
- Domaine du Clos du Fief (Michel et Sylvain Tête) ;
- Domaine du Granit Doré ;
- Domaine du Manoir du Carra (Jean-Noël Sambardier).